# Gladys Lengwe
Gladys Lengwe (Kitwe, 1978. február 6. –) zambiai nemzetközi női labdarúgó-játékvezető.

## Pályafutása
Játékvezetésből 1998-ban vizsgázott. A FAZ Játékvezető Bizottságának (JB) minősítésével a Super League egyetlen női játékvezetője. A nemzeti női labdarúgó bajnokságban kiemelkedően foglalkoztatott bíró.
A Zambiai labdarúgó-szövetség JB terjesztette fel nemzetközi játékvezetőnek, a Nemzetközi Labdarúgó-szövetség (FIFA) 2002-től tartja nyilván női bírói keretében. A FIFA JB központi nyelvei közül a angolt beszéli. Több nemzetek közötti válogatott és klubmérkőzést vezetett, vagy működő társának 4. bíróként illetve alapvonalbíróként segített.
A 2014-es U17-es női labdarúgó-világbajnokságon a 30 CAF női FIFA JB közül ketten képviselték a Afrikai Labdarúgó-szövetséget. Sportpolitikai döntés alapján 4. (tartalék) játékvezetőként foglalkoztatták.
A FIFA JB 2015 márciusában nyilvánosságra hozta annak a 29 játékvezetőnek (22 közreműködő valamint 7 tartalék, illetve 4. bíró) és 44 asszisztensnek a nevét, akik közreműködhettek Kanadában a 2015-ös női labdarúgó-világbajnokságon. A kijelölt játékvezetők és asszisztensek 2015. június 26-án Zürichben, majd két héttel a világtorna előtt Vancouverben vettek rész továbbképzésen, egyben végrehajtják a szokásos elméleti és fizikai Cooper-tesztet. Selejtező mérkőzéseket az Afrikai Labdarúgó-szövetség (CAF) zónában vezetett. Világbajnokságon vezetett mérkőzéseinek száma: 1.
| Időpont          | Helyszín                                | Mérkőzés típusa              | Mérkőzés             | Eredmény | Nézők száma |
| ---------------- | --------------------------------------- | ---------------------------- | -------------------- | -------- | ----------- |
| 2015. június 15. | Investors Group Field Stadion, Winnipeg | csoportmérkőzés (B. csoport) | Thaiföld–Németország | 0 – 4    | 38 000      |

A 2014-es női Afrikai nemzetek kupája labdarúgó tornán a CAF JB bíróként foglalkoztatta. A labdarúgó torna egyben a 2015-ös női labdarúgó-világbajnokság selejtezője volt.
| Időpont           | Helyszín                       | Mérkőzés típusa              | Mérkőzés                                  | Eredmény |
| ----------------- | ------------------------------ | ---------------------------- | ----------------------------------------- | -------- |
| 2014. október 12. | Independence Stadion, Windhoek | csoportmérkőzés (B. csoport) | Dél-afrikai Köztársaság–Kamerun           | 0 – 1    |
| 2014. október 25. | Independence Stadion, Windhoek | döntő                        | Nigéria–Kameruni női labdarúgó-válogatott | 2 – 0    |

A 2014. évi nyári ifjúsági olimpiai játékokon a FIFA JB hivatalnokként vette igénybe.
| Időpont             | Helyszín                   | Mérkőzés típusa              | Mérkőzés | Eredmény | Nézők száma |
| ------------------- | -------------------------- | ---------------------------- | --- | -------- | ----------- |
| 2014. augusztus 20. | Wutaishan Stadion, Nanking | csoportmérkőzés (A. csoport) | Szlovákia a 2010. évi nyári ifjúsági olimpiai játékokon–Pápua Új-Guinea a 2010. évi nyári ifjúsági olimpiai játékokon | 4 – 0    | 4350        |
| 2014. augusztus 26. | Wutaishan Stadion, Nanking | döntő                        | Venezuela a 2010. évi nyári ifjúsági olimpiai játékokon–Kína a 2010. évi nyári ifjúsági olimpiai játékokon            | 0 – 5    | 11 678      |

A 2016. évi nyári olimpiai játékokon a FIFA JB bírói szolgálatra jelölte.
| Időpont            | Helyszín                         | Mérkőzés típusa              | Mérkőzés           | Eredmény | Nézők száma |
| ------------------ | -------------------------------- | ---------------------------- | ------------------ | -------- | ----------- |
| 2016. augusztus 6. | Estádio Mineirão, Belo Horizonte | csoportmérkőzés (G. csoport) | Kolumbia–Új-Zéland | 0 – 1    | 8505        |

A Zambiai Nemzeti Labdarúgó Liga három (2012; 2013; 2014) alkalommal választotta az Év Játékvezetőjének.